# Иньчжи (князь Чжи)
Айсиньгиоро Иньчжи (кит. трад. 愛新覺羅胤禔, маньчж. ᠶᡡᠨ
 ᡷᡳ; 12 марта 1672 — 7 января 1735) — маньчжурский принц династии Цин, также известный как Юньчжи, формально известный как князь Чжи второго ранга с 1698 по 1708 год.

## Биография
Родился в маньчжурском правящем клане Айсин Гёро. Пятый сын цинского императора Канси (1645—1722), правившего в 1661—1722 годах. Его матерью была госпожа Хуэй (惠妃) из клана Ехэ Нара (葉赫那拉), а также родственница видного чиновника Минджу. Поскольку первые четыре сына императора Канси умерли преждевременно, а Иньчжи был старшим сыном императора, дожившим до взрослой жизни, отец назвал его «первым принцем» (大阿哥). В 1698 году ему был присвоен титул Цзюньван (принц второго ранга) как «Князь Чжи второго ранга» (多羅直郡王).
Иньчжи участвовал в войне Цинской империи против Галдана Бошогту-хана, правителя Джунгарского ханства. В 1690 году он был отправлен на помощь своему дяде Фуцюаню, в военной походе против Галдана. Однако его отозвали ещё до битвы при Улан-Бутуне, поскольку он спорил с Фуцюанем. Во время экспедиции против Галдана в Монголию в 1696 году его послали с Сонготу командовал авангардом, ожидавшим императора в Торине, и после того, как император вернулся в Пекин, он остался, чтобы вручить награды победившим войскам.
В 1708 году император Канси отстранил Иньжэна от должности наследного принца. Император высоко ценил Иньчжи, поэтому передал Иньжэна под опеку Иньчжи. Иньчжи давно вынашивал намерение захватить престолонаследие, поэтому он воспользовался случаем, чтобы убедить отца казнить Иньжэна, но отец был крайне недоволен. Позже третий брат Иньчжи, его тёзка Иньчжи (胤祉) распространял слухи, обвиняющие первого принца в использовании колдовства с целью свержения Иньрена с поста наследного принца. Император Канси поверил слухам и был так разгневан Иньчжи (первым принцем), что назвал своего сына «предательским подданным», лишил его княжеского титула и поместил под домашний арест.
Когда цинский император Канси скончался в 1722 году, его четвёртый сын, Иньчжэнь, стал его преемником и стал исторически известен как император Юнчжэн (1722—1735). Иньчжи изменил свое имя на «Юньчжи», чтобы избежать табу на имена, потому что китайский иероглиф «Инь» (胤) в «Иньчжи» такой же, как и в личном имени императора Юнчжэна «Иньчжэнь» (胤禛). Юньчжи скончался в 1735 году, и его похоронили, как подобает бэйцзы.

## Семья
У принца Иньчжи было две жены, главная жена из клана Ирген Гёро (嫡福晉 伊爾根覺羅氏), а вторая — из клана Чжан (嫡福晉張氏). От двух жен и многочисленных наложниц у него было 15 сыновей (Хунъю, Хунфан, Хунвэй, Хунъяо, Хунди, Хунтун, Хунмин и др.) и 14 дочерей.